# Carl Sagan Memorial Award
Carl Sagan Memorial Award é um prêmio dado pela Sociedade Astronômica Americana e a Sociedade Planetária para o indivíduo ou grupo "que demonstre liderança em pesquisas ou políticas sobre o avanço na exploração do Cosmos". O prêmio é concedido anualmente, sendo entregue pela primeira vez em 1997. O prêmio foi criado em honra ao astrônomo, astrobiólogo e divulgador científico estadounidense Carl Sagan (1934-1996).

## Premiados
- 1997 Bruce C. Murray
- 1998 Wesley Huntress
- 1999 Ed Stone
- 2000 Arnauld Nicogossian
- 2001 Edward Weiler
- 2002 California and Carnegie Planet Search Team
- 2003 Roald Sagdeev
- 2004 Steve Squyres e o Athena Team
- 2005 Michael Malin
- 2006 Scott Hubbard
- 2007 Maria Zuber
- 2008 Lennard A. Fisk
- 2009 Não houve premiação
- 2010 Não houve premiação
- 2011 Charles Elachi
- 2012 Riccardo Giacconi
- 2013 Eileen K. Stansbery
- 2014 Guy Consolmagno
- 2015 Frank Cepollina
- 2016 Alan Stern